# Im Meer schwimmen Krokodile
Im Meer schwimmen Krokodile (Original: Nel mare ci sono i coccodrilli) ist der zweite Roman von Fabio Geda. Er beschreibt die Geschichte von Enaiatollah Akbari von seiner Geburt in Afghanistan bis zu seiner Ankunft in Italien. Das 2010 erschienene Buch basiert auf den Interviews des Autors mit Enaiatollah, der von seinen wahren Lebenserfahrungen erzählt. Auf Deutsch erschien das Buch in der Übersetzung durch Christiane Burkhardt erstmals 2011 im Knaus Verlag.

## Inhalt
Enaiatollah, ein 10-jähriger Junge der Hazara-Ethnie, lebt in Nava, einem Dorf in Afghanistan, aus dem er fliehen muss, weil sein verstorbener Vater Schulden bei einigen Männern hat, die Enaiatollah als Entschädigung nehmen wollen. Nachdem er zu groß geworden ist, um sich in einem Erdloch im Haus seiner Mutter zu verstecken, wenn es an der Tür klopfte, nimmt sie ihn auf eine Reise nach Pakistan, in die Stadt Quetta.
Nach seiner Ankunft in Quetta wird Enaiatollah von seiner Mutter zurückgelassen, die mit ihren beiden anderen Kindern nach Hause zurückkehrt. Der Protagonist findet dort einen Job, trifft Sufi und reist mit ihm in den Iran. Dort arbeiten sie als Maurer und nach zwei Kontrollen durch die Polizei wird Enaiatollah zwangsweise nach Pakistan zurückgeführt, von wo aus er als illegaler Einwanderer in den Iran zurückkehrt. Dort lebte er drei Jahre in Qom und Isfahan, nachdem er ein Jahr und einige Monate in Pakistan verbracht hatte.
Anschließend reist Enaiatollah über Teheran und Täbris in die Türkei nach Istanbul. Dort angekommen reist er mit einigen afghanischen Kindern in seinem Alter weiter nach Griechenland. Mit einer abenteuerlichen und dramatischen Überfahrt per Schlauchboot erreicht er zunächst die Insel Lesbos, anschließend geht es nach Athen und dann nach Korinth. Von hier aus reist er als Unregelmäßiger per Schiff nach Italien.
Als letztes Ziel gelangt er über Venedig und Rom schließlich nach Turin. In Italien besucht er die Schule und wird von einer Familie (Marco und Danila) aufgenommen. Nach acht Jahren der Trennung gelingt es ihm endlich, Kontakt zu seiner Mutter aufzunehmen. Er beendete das Erzählen im Alter von 21 Jahren (vielleicht). Es ist eine dramatische Reise voller Abenteuer durch fünf Länder.